# The Jester Race
The Jester Race è il secondo album in studio degli In Flames, pubblicato dalla Nuclear Blast nel 1996 e riproposto nel 2002 con il titolo The Jester Race / Black-Ash Inheritance. È considerato uno dei maggiori classici del Gothenburg melodic death metal, assieme a Slaughter of the Soul degli At the Gates e The Gallery dei Dark Tranquillity.

## Il disco
Le parole e i titoli delle canzoni sono scritte da Anders Fridén in collaborazione con Niklas Sundin (dei Dark Tranquillity), ad eccezione di Dead Eternity che è scritta da Jocke Gotberg e in cui Oscar Dronjak partecipa come cantante.
L'artwork del disco è opera di Andreas Marschall, illustratore ben noto nel campo metal che ha lavorato anche con Blind Guardian, Obituary, Hammerfall, Grave Digger e molti altri.

## Tracce
1. Moonshield - 5:01
2. The Jester's Dance - 2:09
3. Artifacts of the Black Rain - 3:15
4. Graveland - 2:46
5. Lord Hypnos - 4:01
6. Dead Eternity - 5:01
7. The Jester Race - 4:51
8. December Flower - 4:10
9. Wayfaerer - 4:41
10. Dead God in Me - 4:15

Tracce bonus nella riedizione del 2002
1. Goliaths Disarm Their Davids - 4:55
2. Gyroscope - 3:23
3. Acoustic Medley - 2:32
4. Behind Space (Live) - 3:26

## Formazione

### Gruppo
- Anders Fridén - voce
- Glenn Ljungström - chitarra
- Jesper Strömblad - chitarra
- Johan Larsson - basso
- Björn Gelotte - batteria
- Kaspar Dahlkvist - tastiere

### Altri musicisti
- Oscar Dronjak - voce (in Dead Eternity)
- Fredrik Johansson - chitarra solista (in December Flower)